# Casa Highland
A Casa Highland é um hotel histórico, que atualmente funciona como um museu, localizado em 27 de Highland Light Road, dentro da costa nacional de Cabo Cod em Truro, Massachusetts, para perto de Highland Light no Distrito Histórico de Truro Highlands. O edifício actual de dois andares foi construído em 1907 por Isaac Small, cuja família tinha estado servindo aos turistas na zona, entre eles Henry David Thoreau, desde 1835.
O edifício foi agregado ao Registro Nacional de Lugares Históricos em 1975.  É conhecido atualmente como Highland House Museum e é operado pela Sociedade Histórica de Truro como museu de história local.